# U.S. Ski & Snowboard
La U.S. Ski & Snowboard (siglato USSS) è l'organo di organizzazione, promozione e coordinamento della pratica di vari sport invernali (anche paralimpici) negli Stati Uniti d'America. Fondata nel 1905 con il nome di National Ski Association, ha sede a Park City ed è affiliata al Comitato olimpico degli Stati Uniti. Alla federazione sono associati circa 400 sci club e ne dipendono circa 30.000 atleti che competono in 10 discipline olimpiche e paralimpiche.

## Storia
I prodromi di fondazione risalgono al 1904, allorché un gruppo di praticanti e appassionati di sci si riunì a Ishpeming per discutere la formazione di un'associazione nazionale che ne disciplinasse la pratica. Nel 1905, a margine di una gara di salto con gli sci, il presidente dell'Ishpeming Ski Club, Carl Tellefsen, rilanciò la proposta e riuscì ad arrivare a un congresso fondativo, al quale parteciparono delegati degli sci club di Ishpeming, Minneapolis, Red Wing, Stillwater e Eau Claire. Il 21 febbraio 1905 venne così costituita la National Ski Association, di cui Tellefsen fu il primo presidente.
Nel 1962 la National Ski Association cambiò denominazione in United States Ski Association (USSA) e trasferì la sua sede da Ispheming a Colorado Springs. Fino al 1976 l'USSA gestì direttamente le squadre nazionali di sci statunitensi, dopodiché la federazione scelse di avocarsi solo il controllo regolamentare e amministrativo dello sport e la relativa promozione a scopi ricreativi, mentre gestione della parte agonistica passò integralmente in capo alla struttura U.S. Ski Team. La separazione si ricompose nel 1988 sotto la direzione di Thomas Weisel, che propose la creazione di un "super consiglio" di 15 delegati, che si occupasse della gestione di entrambe le organizzazioni. Howard Peterson, che all'epoca era il CEO dell'USSA, assunse analogo ruolo nella nuova struttura unificata, che lasciò la sede di Colorado Springs per trasferirsi a Park City.
Nel maggio 2009 l'USSA inaugura la sua nuova sede, battezzata Center of Excellence, dotata di un polo sportivo interno per l'allenamento degli atleti d'elite; al contempo viene lanciata la struttura broadcasting Center of Excellence TV.
Nel 2017, l'USSA ha cambiato denominazione in U.S. Ski & Snowboard, al fine di meglio rappresentare le varie discipline gestite.

## Governance
La U.S. Ski & Snowboard è retta da un board di 23 delegati; al suo interno operano sei comitati dediti alle singole discipline (sci alpino, sci di fondo, sci e snowboard paralimpico, freestyle, salto/combinata nordica e snowboard). La gestione finanziaria e la supervisione fanno capo alla U.S. Ski & Snowboard Foundation, ente non lucrativo retto da un consiglio composto da vari atleti e imprenditori statunitensi.
L'USSS opera sotto l'egida del Comitato Olimpico e Paralimpico degli Stati Uniti (USOC), che la riconosce quale organo di governo nazionale per lo sci e lo snowboard agonistico negli Stati Uniti, ed è affiliata alla Federazione Internazionale Sci e Snowboard (FIS) come rappresentante degli Stati Uniti d'America.

## Attività
La U.S. Ski & Snowboard ha competenza sulle seguenti discipline sportive:
- Combinata nordica (tramite USA Nordic)
- Freestyle
- Freeskiing
- Salto con gli sci (tramite USA Nordic)
- Sci alpino
- Sci di fondo
- Snowboard
- Sci alpino paralimpico
- Snowboard paralimpico

Di tutte gestisce l'attività agonistica, curandone l'organizzazione, la regolamentazione e la sicurezza sia a livello locale che nazionale; si occupa altresì di controllare le squadre nazionali statunitensi che competono nei maggiori circuiti di gara.
La USSS gestisce altresì la National Ski Hall of Fame.